# مالو کوناره
مالو کوناره (به بلغاری: Malo Konare) یک منطقهٔ مسکونی در بلغارستان است که در استان پازارجیک واقع شده‌است.